# Adam Michalski
Adam Michalski (ur. 24 grudnia 1988) – polski siatkarz, grający na pozycji środkowego.

## Sukcesy klubowe
I liga:
- 2010, 2013, 2014